# Великолепетихский поселковый совет
Великолепетихский поселковый совет (укр. Великолепетиська селищна рада) — входит в состав
Великолепетихского района
Херсонской области
Украины.
Административный центр поселкового совета находится в 
пгт Великая Лепетиха.

## История
- 1956 — дата образования.

## Населённые пункты совета
- пгт Великая Лепетиха